# Melanagromyza crotonis
Melanagromyza crotonis är en tvåvingeart som beskrevs av Frost 1936. Melanagromyza crotonis ingår i släktet Melanagromyza och familjen minerarflugor. Inga underarter finns listade i Catalogue of Life.